# تينيلوكسازين
تينيلوكسازين أو لوسيلان أو ميتاتون، والمعروف أيضًا باسم سوفوكسازين و سلفوكسازين، هو دواء مضاد للاكتئاب ومنشط لوظائف لدماغ يُباع في اليابان. وعلى الرغم من إجراء الأبحاث عليه لاستخدامه كعامل منشط الذهن لعلاج قصور الأوعية الدماغية في الثمانينات، إلا أنه استُخدم بعد ذلك كاحد مضادات الاكتئاب بدلًا من ذلك. يعمل الدواء كمثبط لإعادة امتصاص النورإبينفرين، ومُحفّز انتقائي للسيروتونين والدوبامين. كما يعمل أيضًا كمضاد 2A لمستقبلات 5-HT .